# 高家村 (利津县)
高家村，中华人民共和国山东省东营市利津县北宋镇所辖行政村。位于利津县西南部。全村人口207户，674人(2010年底)。耕地面积1021亩。行政区划代码370522101264。